# Татышлинский район
Татышли́нский райо́н (баш. Тәтешле районы) — административно-территориальная единица (район) и муниципальное образование (муниципальный район) в её границах под наименованием муниципальный район Татышлинский район (баш. Тәтешле районы муниципаль районы) в составе Республики Башкортостан Российской Федерации.
Административный центр — село Верхние Татышлы.

## География
Район расположен в северной части Башкортостана, на границе с Пермским краем. Образован в 1935 году. Площадь района составляет 1376 км².
Территория района находится в пределах Прибельской увалисто-волнистой равнины. Климат умеренно континентальный, достаточно влажный. По восточной окраине района протекает река Быстрый Танып с притоком Юг (Йок), на северо-западе — река Арей. На светло-серых лесных почвах преобладают широколиственно-темнохвойные леса, занимающие 51,6 тыс. га (37 % территории района). Полезные ископаемые представлены месторождениями нефти, кирпичной глины, песка-отощителя.

## История
Образован 31.01.1935 г. из частей Янаульского и Балтачевского районов. Упразднен 01.02.1963 г. и включен в состав Янаульского сельского района. Вновь восстановлен 30.12.1966 г.
В первые же месяцы существования района были созданы партийные и советские органы. 24 февраля 1935 года начала выходить районная газета на татарском, а с 1 октября того же года — на удмуртском языке.
Населенные пункты расположены на башкирских вотчинных землях, главным образом Иректинской волости, частично Урман-Гарейской и Кыр-Таныпской волостей. Эти роды-волости в 1574 году входили в состав Уфимского уезда.

## Население
| 1939    | 1959    | 1970    | 1979    | 1989    | 2002    | 2008    | 2009    | 2010    |
| ------- | ------- | ------- | ------- | ------- | ------- | ------- | ------- | ------- |
| 37 325  | ↘34 362 | ↗35 237 | ↘30 148 | ↘26 042 | ↗26 803 | ↘24 618 | ↘24 038 | ↗25 159 |
| 2012    | 2013    | 2014    | 2015    | 2016    | 2017    | 2018    | 2019    | 2021    |
| ↘24 797 | ↘24 443 | ↘24 152 | ↘23 649 | ↘23 215 | ↘22 918 | ↘22 703 | ↘22 365 | ↘21 718 |

Согласно прогнозу Минэкономразвития России, численность населения будет составлять:
- 2024 — 21,32 тыс. чел.
- 2035 — 18,04 тыс. чел.

### Национальный состав
Согласно Всероссийской переписи населения 2010 года: башкиры — 60,1 %, удмурты — 21,5 %, татары — 14,9 %, русские — 1,9 %, марийцы — 1,3 %, лица других национальностей — 0,3 %.
По итогам переписи населения 2020 года проживали следующие национальности (национальности менее 0,1 % и другое см. в сноске к строке «Другие»):
| Национальность | Численность, чел. | Доля     |
| -------------- | ----------------- | -------- |
| Башкиры        | 15 070            | 69,39 %  |
| Удмурты        | 4392              | 20,22 %  |
| Татары         | 1476              | 6,80 %   |
| Русские        | 425               | 1,96 %   |
| Марийцы        | 230               | 1,06 %   |
| Узбеки         | 29                | 0,13 %   |
| Другие         | 96                | 0,44 %   |
| Итого          | 21 718            | 100,00 % |

### Языковой состав
Согласно Всероссийской переписи населения 2010 года родными языками населения являлись: татарский — 62,8 %, удмуртский язык — 21,1 %, башкирский — 11,5 %, русский — 3,1%, марийский — 1,2 % (недоступная ссылка) .
Согласно Всероссийской переписи населения 2020 года родными языками населения являлись: башкирский — 56 %, удмуртский — 20,1 %, татарский — 19,1 %, русский — 3,2 %, марийский — 1 %.

## Административное деление
В Татышлинский район как административно-территориальную единицу республики входит 13 сельсоветов.
В одноимённый муниципальный район в рамках местного самоуправления входит 13 муниципальных образований со статусом сельского поселения:
| №     | Муниципальное образование    | Административный центр | Количество населённых пунктов | Население (чел.) | Площадь (км²) |
| ----- | ---------------------------- | ---------------------- | ----------------------------- | ---------------- | ------------- |
| 1e-06 | Сельское поселение           |                        |                               |                  |               |
| 1     | Акбулатовский сельсовет      | село Староакбулатово   | 3                             | ↘807             | 74,91         |
| 2     | Аксаитовский сельсовет       | село Аксаитово         | 7                             | ↘1732            | 129,44        |
| 3     | Бадряшевский сельсовет       | деревня Бадряшево      | 7                             | ↘1065            | 107,40        |
| 4     | Буль-Кайпановский сельсовет  | село Буль-Кайпаново    | 6                             | ↘1759            | 128,36        |
| 5     | Верхнетатышлинский сельсовет | село Верхние Татышлы   | 3                             | ↗6852            | 83,96         |
| 6     | Кальмияровский сельсовет     | село Старокальмиярово  | 5                             | ↘841             | 88,72         |
| 7     | Кальтяевский сельсовет       | село Кальтяево         | 5                             | ↗1134            | 87,40         |
| 8     | Кудашевский сельсовет        | село Верхнекудашево    | 6                             | ↘1643            | 122,70        |
| 9     | Курдымский сельсовет         | село Старый Курдым     | 8                             | ↘1687            | 109,80        |
| 10    | Нижнебалтачевский сельсовет  | село Нижнебалтачево    | 11                            | ↘1614            | 118,92        |
| 11    | Новотатышлинский сельсовет   | село Новые Татышлы     | 4                             | ↘1198            | 71,82         |
| 12    | Шулгановский сельсовет       | село Шулганово         | 6                             | ↘1606            | 146,57        |
| 13    | Ялгыз-Наратский сельсовет    | село Ялгыз-Нарат       | 4                             | ↘765             | 106,15        |

### Населённые пункты
| №  | Населённый пункт | Тип     | Население | Муниципальное образование    |
| -- | ---------------- | ------- | --------- | ---------------------------- |
| 1  | 1-й Зиримзибаш   | деревня | ↘106      | Курдымский сельсовет         |
| 2  | 1-й Янаул        | деревня | ↘98       | Кудашевский сельсовет        |
| 3  | 2-й Зиримзибаш   | деревня | ↗151      | Курдымский сельсовет         |
| 4  | Аксаитово        | село    | ↗794      | Аксаитовский сельсовет       |
| 5  | Алга             | деревня | ↘60       | Нижнебалтачевский сельсовет  |
| 6  | Арибаш           | деревня | ↗552      | Кудашевский сельсовет        |
| 7  | Арибашево        | село    | ↗273      | Кудашевский сельсовет        |
| 8  | Артаулово        | деревня | ↗221      | Аксаитовский сельсовет       |
| 9  | Асавды           | деревня | ↗110      | Кальмияровский сельсовет     |
| 10 | Аук-Буляк        | деревня | ↗133      | Бадряшевский сельсовет       |
| 11 | Ачу-Елга         | деревня | ↘69       | Курдымский сельсовет         |
| 12 | Бадряшево        | деревня | →361      | Бадряшевский сельсовет       |
| 13 | Байкибаш         | деревня | ↘3        | Бадряшевский сельсовет       |
| 14 | Башкибаш         | село    | ↘252      | Ялгыз-Наратский сельсовет    |
| 15 | Беляшево         | село    | ↘469      | Бадряшевский сельсовет       |
| 16 | Бигинеево        | деревня | ↗205      | Нижнебалтачевский сельсовет  |
| 17 | Бизь             | деревня | ↗87       | Аксаитовский сельсовет       |
| 18 | Буль-Кайпаново   | село    | ↘682      | Буль-Кайпановский сельсовет  |
| 19 | Бургынбаш        | деревня | →137      | Курдымский сельсовет         |
| 20 | Верхнебалтачево  | деревня | ↗189      | Нижнебалтачевский сельсовет  |
| 21 | Верхнекудашево   | село    | ↗789      | Кудашевский сельсовет        |
| 22 | Верхние Татышлы  | село    | ↗7291     | Верхнетатышлинский сельсовет |
| 23 | Верхняя Салаевка | деревня | ↘3        | Бадряшевский сельсовет       |
| 24 | Вязовка          | село    | ↘504      | Кальтяевский сельсовет       |
| 25 | Гарибашево       | деревня | ↘446      | Шулгановский сельсовет       |
| 26 | Дубовка          | деревня | ↗31       | Нижнебалтачевский сельсовет  |
| 27 | Зиляктау         | деревня | →11       | Шулгановский сельсовет       |
| 28 | Зиримзи          | деревня | ↗196      | Аксаитовский сельсовет       |
| 29 | Ивановка         | деревня | ↗142      | Нижнебалтачевский сельсовет  |
| 30 | Ильметово        | село    | ↘380      | Аксаитовский сельсовет       |
| 31 | Кальтяево        | село    | ↗573      | Кальтяевский сельсовет       |
| 32 | Кардагушево      | деревня | ↗214      | Кудашевский сельсовет        |
| 33 | Карманово        | деревня | ↘37       | Буль-Кайпановский сельсовет  |
| 34 | Кашкаково        | деревня | ↘481      | Шулгановский сельсовет       |
| 35 | Кустаревка       | деревня | ↘1        | Шулгановский сельсовет       |
| 36 | Кытки-Елга       | деревня | ↘117      | Нижнебалтачевский сельсовет  |
| 37 | Майск            | деревня | ↘76       | Новотатышлинский сельсовет   |
| 38 | Малая Бальзуга   | деревня | ↘246      | Новотатышлинский сельсовет   |
| 39 | Маматаево        | деревня | ↘313      | Буль-Кайпановский сельсовет  |
| 40 | Манагаз          | деревня | ↗44       | Кальмияровский сельсовет     |
| 41 | Нижнебалтачево   | село    | ↗739      | Нижнебалтачевский сельсовет  |
| 42 | Нижнее Кальтяево | деревня | →41       | Кальтяевский сельсовет       |
| 43 | Никольск         | деревня | ↘25       | Верхнетатышлинский сельсовет |
| 44 | Новокайпаново    | село    | ↘485      | Буль-Кайпановский сельсовет  |
| 45 | Новокудашево     | деревня | ↘0        | Ялгыз-Наратский сельсовет    |
| 46 | Новочукурово     | деревня | ↗98       | Аксаитовский сельсовет       |
| 47 | Новые Иракты     | деревня | →11       | Кудашевский сельсовет        |
| 48 | Новые Татышлы    | село    | ↗550      | Новотатышлинский сельсовет   |
| 49 | Петропавловка    | деревня | ↗291      | Кальмияровский сельсовет     |
| 50 | Савалеево        | деревня | ↘100      | Акбулатовский сельсовет      |
| 51 | Савкияз          | село    | ↘249      | Кальмияровский сельсовет     |
| 52 | Сараштыбаш       | село    | ↗189      | Курдымский сельсовет         |
| 53 | Староакбулатово  | село    | ↘426      | Акбулатовский сельсовет      |
| 54 | Старокайпаново   | село    | ↘357      | Буль-Кайпановский сельсовет  |
| 55 | Старокальмиярово | село    | ↘410      | Кальмияровский сельсовет     |
| 56 | Старосолдово     | деревня | ↘134      | Бадряшевский сельсовет       |
| 57 | Старочукурово    | село    | ↘101      | Буль-Кайпановский сельсовет  |
| 58 | Старый Курдым    | село    | ↗1095     | Курдымский сельсовет         |
| 59 | Старый Кызыл-Яр  | деревня | ↗201      | Нижнебалтачевский сельсовет  |
| 60 | Старый Сикияз    | деревня | ↘226      | Ялгыз-Наратский сельсовет    |
| 61 | Старый Шардак    | деревня | ↘85       | Кальтяевский сельсовет       |
| 62 | Таныповка        | деревня | ↗101      | Нижнебалтачевский сельсовет  |
| 63 | Танып-Чишма      | деревня | ↗18       | Нижнебалтачевский сельсовет  |
| 64 | Ташкент          | деревня | ↘96       | Курдымский сельсовет         |
| 65 | Уразгильды       | село    | ↘471      | Новотатышлинский сельсовет   |
| 66 | Утар-Елга        | деревня | ↗54       | Нижнебалтачевский сельсовет  |
| 67 | Уядыбаш          | деревня | →26       | Верхнетатышлинский сельсовет |
| 68 | Фанга            | деревня | →2        | Кальтяевский сельсовет       |
| 69 | Чишма            | деревня | ↘48       | Шулгановский сельсовет       |
| 70 | Чургулды         | село    | ↘488      | Акбулатовский сельсовет      |
| 71 | Шулганово        | село    | ↘925      | Шулгановский сельсовет       |
| 72 | Юда              | деревня | ↘186      | Бадряшевский сельсовет       |
| 73 | Юрмиязбаш        | деревня | ↘72       | Курдымский сельсовет         |
| 74 | Юсупово          | деревня | ↘196      | Аксаитовский сельсовет       |
| 75 | Ялгыз-Нарат      | село    | ↘462      | Ялгыз-Наратский сельсовет    |

## Экономика
Район сельскохозяйственный. Площадь сельскохозяйственных угодий — 75,4 тыс. га (54,7 % территории района), в том числе пашен — 60,9 тыс. га, сенокосов — 1,7 тыс. га, пастбищ — 12,6 тыс. га. Сложившаяся специализация хозяйств: скотоводческо-зерновая. На территории района расположен крупнейший в республике комплекс по откорму крупного рогатого скота на 4000 гол.
Территорию района пересекает автомобильная дорога регионального значения Бураево — Старобалтачево — Куеда.

## Социальная сфера
В районе 53 общеобразовательные школы, в том числе 16 средних, 26 массовых библиотек, 51 клубное учреждение, центральная районная больница, 5 сельских врачебных амбулаторий и 35 фельдешрско акушерских пунктов. Издаются газеты: на татарском языке — «Тәтешле хәбәрләре» («Татышлинский вестник»), на русском — «Татышлинский вестник», республиканская газета «Ошмес» на удмуртском языке.